# Kárpáthy Zoltán (pantomimművész)
Kárpáthy Zoltán (Budapest, 1939 – 2020. március) magyar pantomimművész.

## Életpályája
Táncosként kezdte, majd a pantomim mellett kötelezte el magát. Étienne Decroux „mime pur” technikájának követőjévé vált.
Mestereinek Jean Soubeyran-t, és Jacques Lecoq-ot vallja, akiknél Nyugat-Németországban és Párizsban tanult.
Marcel Marceau ajánlásával részt vett a II. Nemzetközi Pantomim Fesztiválon Prágában.
Prózai színházak és a Magyar Televízió megbízásából mimográfiákat rendezett, és adott elő. Önálló estjei voltak a hajdani, legendás Egyetemi Színpadon.
Első önálló pantomim estjét 1963-ban mutatta be Szót kér a csend címmel. Következő előadásai a Stylus Mimsisek és a Topa úr történetei voltak, amelyeket Magyarországon és több külföldi országban is játszott (Csehszlovákiában, Németországban, és Franciaországban). Együttesével, a Debureau Pantomim Együttessel éveken át mimodrámákat mutatott be.
Prózai színházi előadásokhoz is készített mimo-betéteket:
Egy vasárnap New Yorkban, Peer Gynt, Trójai nők, Zsiska, Dzsungel könyve, Emil és a detektívek, Párizs fia dalol, Kalózok szeretője, Bajazzók, Óz, a csodák csodája.
A MIME CLASSIC Pantomime School megalapítója.

## Koreográfiáiból
- Alagút (Egyetemi Színpad)
- John Osborne: Bamberg-vér (Irodalmi Színpad)
- Karel Čapek: Bűntény az Olympuszon (Irodalmi Színpad)
- Karinthy Frigyes: Kolumbuc tojása (Irodalmi Színpad)
- Király Dezső: A hatalom eredete (Irodalmi Színpad)
- Erdődy János: A potsdami molnár (Irodalmi Színpad)

## Külső hivatkozások
- Weblap
- https://web.archive.org/web/20120711001559/http://www.karpathy.webzona.hu/
- https://web.archive.org/web/20111018010200/http://www.mime-classic.hu/